# Synagoge (Szczebrzeszyn)

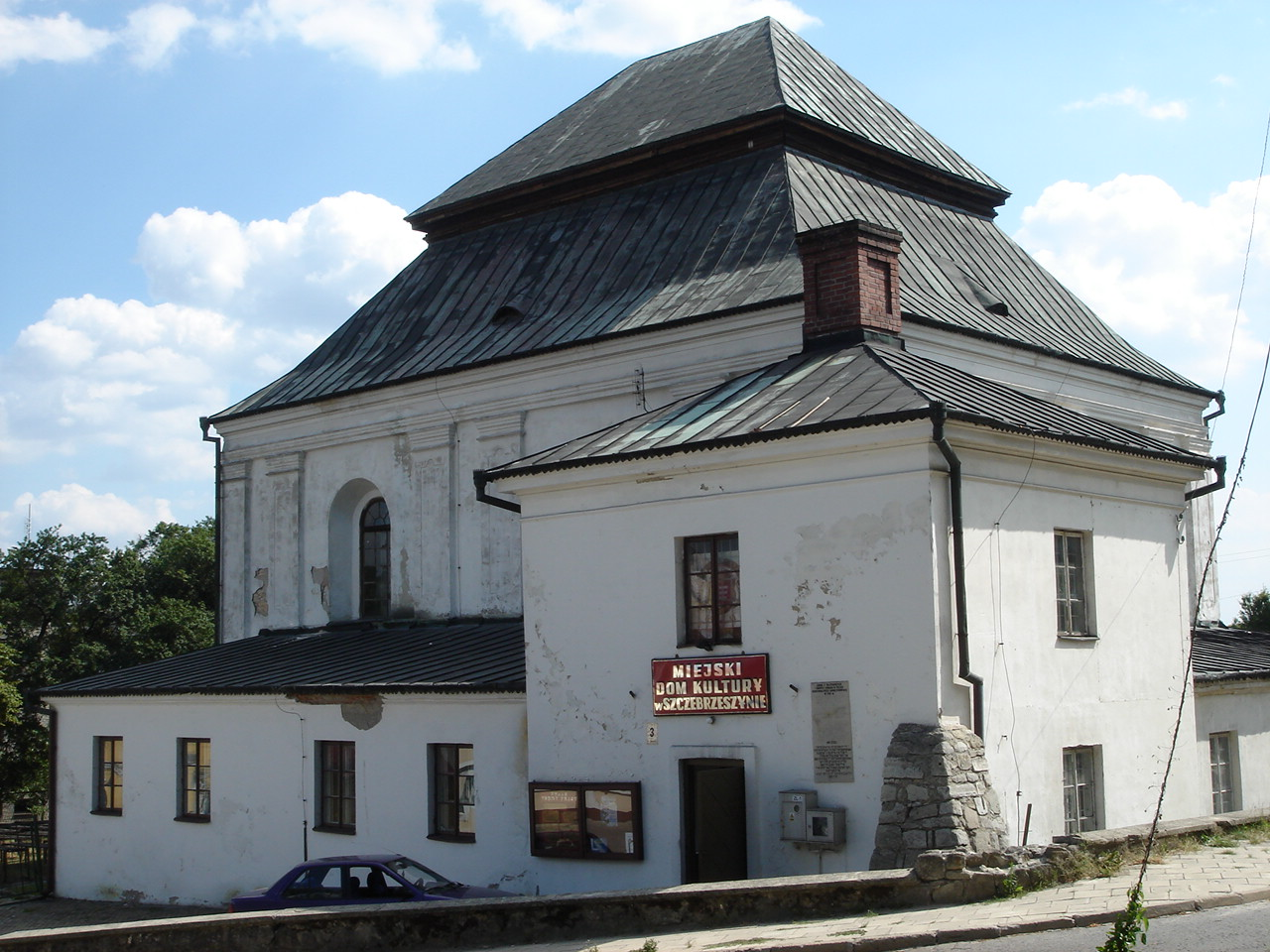
2006

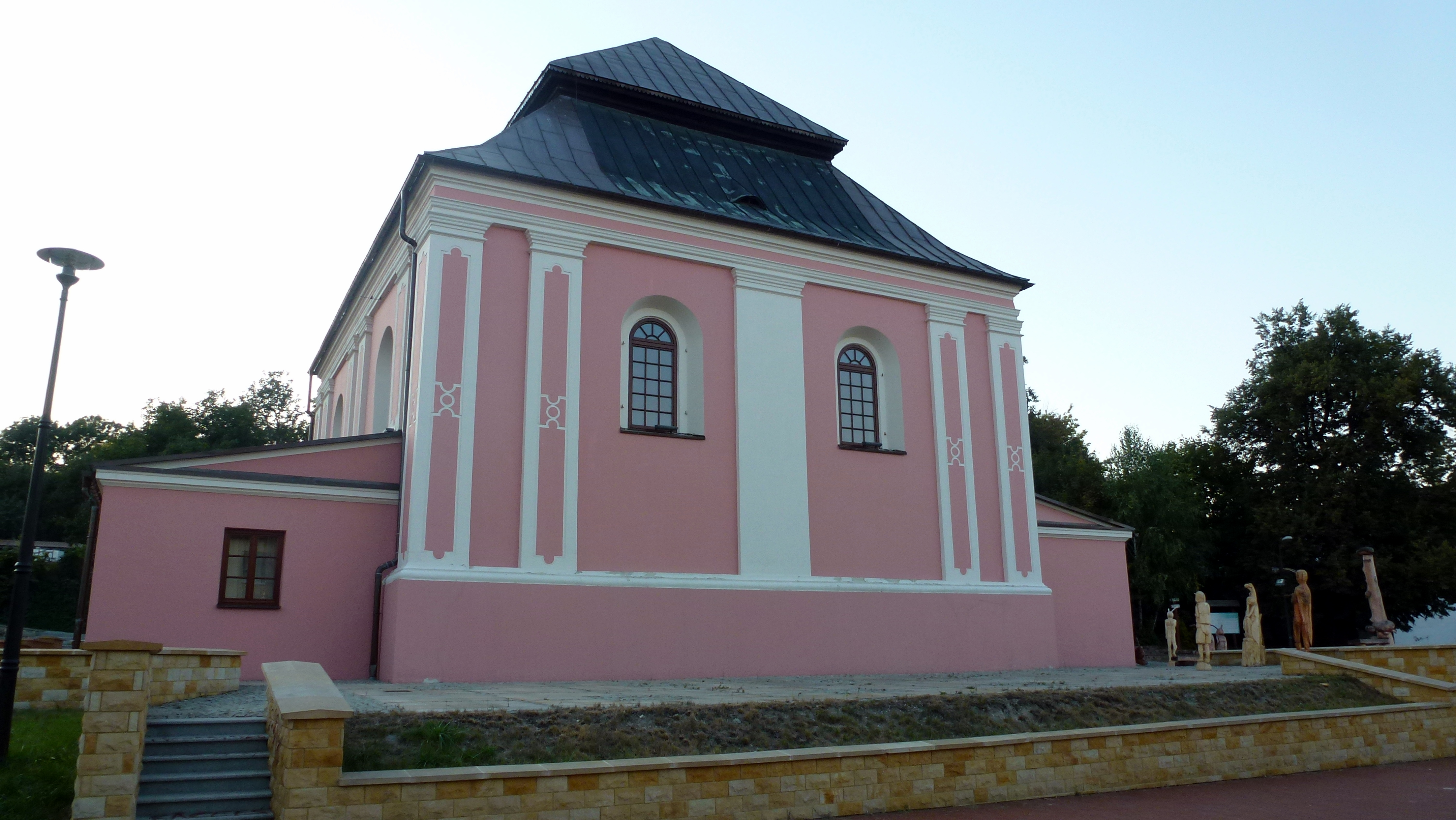
2011

Die Synagoge in Szczebrzeszyn, einer polnischen Stadt in der Woiwodschaft Lublin, wurde vermutlich in der zweiten Hälfte des 17. Jahrhunderts errichtet. Sie ist heute ein Kulturzentrum.

## Geschichte
Die Existenz einer hölzernen Synagoge ist für 1584 sehr wahrscheinlich. Eine steinerne Synagoge ersetzte diese zu Beginn des 17. Jahrhunderts; diese wurde im Chmelnyzkyj-Aufstand 1648 zerstört. Der Wiederaufbau geschah vermutlich 1659.
Umfangreiche Umbauten fanden in den 1770er Jahren statt. Höchstwahrscheinlich wurde dabei auch das hinter einer Attika verborgenen Dach durch ein zweistufiges polnisches Mansarddach ersetzt.
Im Zweiten Weltkrieg wurde das Gebäude von den Deutschen angezündet; das Dach stürzte ein und die umliegenden Anbauten wurden abgerissen. Ab 1951 wurden die Reste gesichert und von 1957 bis 1963 wurde das Gebäude wieder aufgebaut. Es wird seither als städtisches Kulturhaus genutzt. Größere Renovierungen fanden zuletzt 2009–2010 statt.

## Architektur
Die Synagoge besteht aus einem Innenraum von 13,48 × 11,35 m; der Fußboden liegt gegenüber dem Außenbereich 0,60 m tiefer. Die Außenwände sind durch Pilasterpaare gegliedert; dazwischen befinden sich auf jeder Seite je zwei hochgelegene Fenster. Entlang der Süd- und Nordseite sind eingeschossige Anbauten, die als Gebetsräume der Frauen dienten. Vermutlich wurden sie nicht gleichzeitig errichtet. Ihre Pultdächer liegen unterhalb der Fensterbrüstungen. Später wurde im Westen noch eine Frauenempore angebracht mit Öffnungen zum Hauptraum. Ähnlichkeiten (und zeitliche Nähe) zur Synagoge von Zamość lassen vermuten, dass das ursprüngliche Dach ebenfalls hinter einer hohen Attika verborgen war.
Im Inneren sind unterhalb der Fenster umlaufend Blendarkaden. Der Toraschrein an der Ostwand, in Form einer kleinen Ädikula, ist noch vorhanden; darüber ist der hebräische Text aus Psalm 16, Vers 8 eingemeißelt: (Ps 16,8 ): „Ich habe den Ewigen stets vor Augen“. Die Bima wurde zerstört; ursprünglich war es eine achteckige Plattform, die von einer Balustrade umrandet war.